# Al-Tall, Syria
Al-Tall (tiếng Ả Rập: التل, cũng đánh vần al-Tell) là một thành phố ở miền nam Syria, một phần hành chính của Tỉnh bang Dimashq và thủ phủ của huyện al-Tall. Nằm ở giữa dãy núi chống Lebanon, có độ cao khoảng 1.000 mét so với mực nước biển. Các địa phương lân cận bao gồm Maaraba ở phía tây nam, Damascus ở phía nam, Dahiyat al-Assad và Douma ở phía đông nam, Maarat Saidnaya ở phía đông bắc, Manin ở phía bắc, Ashrafiyat al-Wadi và Basimah ở phía tây bắc và al-Hamah và Qudsaya phía tây. Theo Cục Thống kê Trung ương Syria (CBS), al-Tall có dân số 44.597 trong cuộc điều tra dân số năm 2004. Cư dân của nó chủ yếu là người Hồi giáo Sunni.
Đầu những năm 1960, al-Tall được báo cáo là một ngôi làng lớn với 3.500 cư dân. Nó có một nhà thờ Hồi giáo lớn được bao quanh bởi một số mảnh cột, đá đẽo và các hang động chôn cất.